# Bălănești, Gorj
Bălănești este un sat în comuna cu același nume din județul Gorj, Oltenia, România.

## Vezi și
- Biserica de lemn din Bălănești-Toropi

 Acest articol despre o localitate din județul Gorj este deocamdată un ciot. Puteți ajuta Wikipedia prin completarea lui.